# تعريفات الانتحار
تاريخيا، كانت مصطلحات الانتحار شائعة ومرتبطة مع قضايا التسمية كما عرفت المصطلحات بشكل مختلف اعتمادا على الهدف من التعريف (طبي، قانوني، إداري). عدم وجود تسمية متفق عليها وتعريف إجرائي لها جوانب يصعب فهمها. مؤخرا، كانت هناك محاولات للوصول إلى نوع من الإجماع.